# Yone Kamio
Yone Kamio (jap. 神尾米 Kamio Yone; ur. 22 listopada 1971 w Jokohamie) – tenisistka japońska.
Jej zawodowa kariera przypadła na lata 1989–1996. Nie udało się jej odnieść zwycięstwa turniejowego w cyklu WTA Tour, ale seria udanych występów w 1995 – m.in. trzykrotne dotarcie do III rundy (1/16 finału) w Wielkim Szlemie (Australian Open, Wimbledon, US Open) oraz półfinały turniejowe w Hobart, Strasburgu i Nagoi – dały jej w październiku t.r. awans na pozycję nr 24 na świecie. Wśród zawodniczek, które wówczas pokonała, były m.in. Lori McNeil, Sabine Appelmans, Helena Suková, Marianne Werdel. Ponadto była w ćwierćfinale Pan Pacific w Tokio w 1993 (pokonała m.in. Gigi Fernández, przegrała ze Steffi Graf) oraz w półfinale turnieju na Tajwanie w 1994. Sezony 1994 i 1995 kończyła w czołowej setce na świecie (1995 jako nr 28), 1992, 1993 i 1996 tuż poza pierwszą setką rankingu.
W grze podwójnej najwyżej klasyfikowana była w sierpniu 1994, na pozycji nr 65. Była m.in. finalistką turnieju deblowego w Sapporo w 1993 (w parze z rodaczką Naoko Kijimutą).